# Kritička rasna teorija
Kritička rasna teorija (eng. critical race theory, CRT) je okvir promišljanja razvijen izvorno u pravnoj znanosti gdje se preispituju društveni i kulturalni aspekti podjela vezanih uz rasu. U fokusu istraživanja znanstvenika koji su pobornici takvog pristupa izučavanja društvene stvarnosti su napose učinci rasnih podjela na polju distribucija društvene moći,  te na polju primjenu zakona.  
Teorija je započeta radom znanstvenika na američkim pravnim fakultetima sredinom i krajem 1980-ih godina, kao prilagodba tzv. kritičke pravne teorije - tj. primjene ljevičarske tzv. kritičke teorije na područje jurisprudencije - na rasna pitanja.
Predmet interesa teorije je prije svega stvarnost u Sjedinjenim Američkim Državama; u toj zemlji postoji također i među stručnjacima i u široj javnosti rasprostranjeno protivljenje idejama koje kritička rasna teorija predlaže.
Kritička rasna teorija u pravilu uključuje dvije zajedničke teme:
- razmatranje bjelačke nadmoći u američkom društvu, pri čemu se proučava učinak zakona koji su pridonosili ili još uvijek pridonose toj nadmoći,[8]
- stajalište da je moguće promijeniti odnose u moći između rasa, mijenjanjem zakona kojima će se težiti postizanje rasne ravnopravnosti.[8]

Kritičari, uključujući Richarda Posnera i Alexa Kozinskog, preispituju temelje kritičke rasne teorije u postmodernizmu i njezino oslanjanje na moralni relativizam, socijalni konstrukcionizam i druge pristupe za koje Posner i Kozinski tvrde da su u suprotnosti s individualnom slobodom i drugim pozitivnim doprinosima klasičnog liberalizma. Nakon što je ona postala temom važnih političkih rasprava,  početkom lipnja 2021. god. je podučavanje kritičke rasne teorije maloljetnicima zabranjeno u javnim školama u 6 američkih saveznih država, a inicijative da se propišu takve zabrane pokrenute su u nizu drugih saveznih država.

## Povijest rasne teorije
Preteče rasne teorije mogu se naći u pravnim analizama rađenima po pravnicima i aktivistima 1970-ih, o pitanju nedovoljne učinkovitosti pobjeda u borbi za jednaka prava afroamerikanaca, u postizanju realne dobrobiti za tu rasnu grupu.
Početkom 1980-ih, afroamerički studenti na Harvard Law School organizirali su prosvjede zbog slabe pažnje za pitanja afroamerikanaca u nastavnom programu tog fakulteta, te zbog nedovoljne zastupljenosti afroamerikanaca među studentima i u nastavnom osoblju. Ti su studenti podržali ideje profesora Derricka Bella - koji je napustio Harvard Law 1980. godine i postao dekanom Pravnog fakulteta Sveučilišta Oregon - koji je za vrijeme svojega rada na Harvardu bio uspostavio kolegije na kojima se izučavalo američko pravo kroz rasnu prizmu.
Sveučilište Harvard je ignoriralo zahtjeve studenata da im tu temu predaje profesor crne rase, te su umjesto toga zaposlili bijelog profesora, uz obrazloženje da nema dovoljno kvalificiranog afroameričkog pravnika za takav posao. Pravni znanstvenik Randall Kennedy opaža da su se neki studenti osjećali ogorčenima zbog takvog zapošljavanja "arhetipskog bijelog liberala ... na način koji onemogućava razvoj crnačkog vodstva". Stoga su neki studenti, među njima Kimberlé Crenshaw i Mari Matsuda, bojkotirali ta predavanja i sami organizirali "alternativna predavanja" prema Bellovoj knjizi Rasa, rasizam i američko pravo iz 1973. godine. Uključili su studenti gostujuće predavače Richarda Delgada i Neila Gotandu.
Kimberlé Crenshaw je kasnije pisala da je "pravilno reći da je kritička rasna teorija potomak institucionalnog aktivizma koji je uslijedio nakon glavnog razdoblja pokreta za građanska prava u SAD, te je stvoren i popunjen značenjem u kontekstu opoziocionerskog promišljanja o rasnoj moći."
CRT radionica organizirana 1989. godine na Sveučilištu Wisconsin-Madison uz sudjelovanje 24 obojena znanstvenika, označila je prekretnicu u razovoju kritičke rasne teorije. Nakon te radionice, Patricia Williams je 1991. godine objavila knjigu Alkemiju rase i prava, a Derrick Bell je 1992. objavio Lica na dnu zdenca. Obje knjige su postali nacionalni bestseleri.
1995. godine Gloria Ladson-Billings i William F. Tate počinju primjenjivati CRT na području obrazovanja, izlazeći izvan područja pravne znanosti.
Od 2002. godine preko 20 pravnih fakulteta, od čega barem 3 neamerička nudili su predavanja ili predmete o kritičkoj rasnoj teoriji. Uz to se kritička rasna teorija izučava u područjima, obrazovanja, političkih znanosti, ženskih studija, komunikologiji, sociologije, etičkih studija i američkih studija. Kao zasebne grane istraživanja razvijene su azijske studije i latino studije.

### Utjecaji na kritičke pravne studije
Kao pokret koji se snažno oslanja na kritičku teoriju, kritička rasna teorija ima jasne veze s kritičkim pravnim studijima, feminističkom jurisprudencijom i postkolonijalnom teorijom. Kritička rasna teorija se u velikoj mjeri temelji na standardnom izučavanju područja ljudskih prava, uz znatnu kritiku stanja znanja u tom području pravne znanosti, koje se izvrgava dekonstrukcijskoj kritici.

## Glavne teze
Karakteristične teze znanstvenika koji se priklanjaju rasnoj teoriji uključuju:
- kritiku liberalizma: CRT znanstvenici favoriziraju agresivniji pristup društvenim promjenama, nasuprot opreznijem pristupu uvriježenom u današnjem američkom liberalizmu, te odbacuju pristup tzv. "sljepoće na boje", oslanjanje na jednaku primjenu zakona i inzistiranje na socijalnom uspjehu u skladu s individualnim zaslugama. CRT se radije oslanja na političko organiziranje,
- izlaganje novih narativa o društvenim odnosima i tzv."imenovanje vlastite stvarnosti" kao sredstvima za rasvjetljavanje iskustava rasnog ugnjetavanja.[14] Bryan Brayboy naglasio je epistemičku važnost pripovijedanja u autohtonoameričkim zajednicama, koja zamjenjuje teoriju, i predložio je Plemensku kritičku rasnu teoriju (TribCrit),[15]
- revizionističko interpretiranje američkog sustava ljudskih prava i američkog odnosa prema društvenom napretku. Kritikom se dokazuje da je nominalni napredak prava crnaca u SAD-u u prvom redu koristio interesima bijelih elita i popravljanju ugleda Sjedinjenih Američkih Država u svijetu, u prvom redu u javnostima zemalja trećeg svijeta koje su SAD trebale kao saveznice tijekom hladnog rata,
- teorija intersekcije: razmatranja o odnosima rasa povezuju se s ispitivanjima utjecaja spola, klase, nacionalnog podrijetla i seksualne orijentacije i njihovih kombinacija,
- esencijalizam nasuprot anti-esencijalizmu: Delgado i Stefančić pišu: "Znanstvenici koji pišu o ovim pitanjima razmatraju što bi bila odgovarajuća jedinicom za analizu: Je li crnačka zajednica jedna ili više zajednica? Imaju li Afroamerikanci srednje i radničke klase različite interese i potrebe? Imaju li svi potlačeni narodi nešto zajedničko?"[16]
- strukturani determinizam: istražuje se kako "struktura pravne misli ili kulture utječe na njezin sadržaj", pri čemu određeni način mišljenja ili u društvu raširena praksa prouzročuje društvene ishode, koji se javljaju bez svjesno zadanih ciljeva. Pobornici CRT tvrde da se iskorjenjivanjem raznih nesvjesnih predrasuda može ispraviti razne vrste društvenih nepravdi,
- empatička zabluda: pobornici CRT smaraju da se promjenom narativa može brzo i djelotvorno utjecati na empatiju slušatelja. Tu se opaža da većina ljudi nije izložena komunikaciji s brojnim pripadnicima drugih rasnih skupina, te uglavnom traže informacije o vlastitoj kulturi i društvenoj grupi,[10]
- nebijeli kulturni nacionalizam/separatizam: CRT znanstvenici istražuju radikalnije stavove, čiji pobornici koji zagovaraju društveno odvajanje i plaćanje naknada šteta (tu je uključujen tzv. crni nacionalizam).[17]

## Kritike
George Will piše o negativnim posljedicama korištenja kritičke rasne teorije kao uzroku stvaranja dodatnih predrasuda u SAD-u, što ilustrira oslobađajućom presudom slavnom afroameričkom sportašu O.J. Simpsonu, optuženom za ubojstvo svoje bivše supruge i njenoga ljubavnika, koji su oboje bili bijelci. Drugi znanstvenici ocjenjuju da CRT nije poduprta dovoljnim znanstvenim dokazima.
Ugledni američki sudac Richard Posner nazvao je autore koji pristaju uz kritičku rasnu teoriju i druge postmoderniste "luđačkom jezgrom" "radikalnog pravnog egalitarizma", ističući ocjenu da oni svoje teze ne baziraju na podatcima i argumentima, nego "pričaju priče - izmišljene, znanstveno-fantastične, kvazi-fantastične, autobiografske, anegdotalne - uglavnom dizajnirane da prikažu jedan općerašireni i poražavajući rasizam u današnjoj Americi."
Daniel Farber i Suzanna Sherry zaključuju da anti-meritokratske postavke u kritičkoj rasnoj teoriji, kritičkom feminizmu i kritičkim pravnim studijama mogu nenamjerno dovesti do antisemitskih i anti-azijskih rezultata. Naime ukazuju da ono što CRT teoretičari prozivaju strukturno nepravednim sustavom dovodi do toga da se zasluženi društveni uspjeh Židova i pripadnika azijske rase u američkom društvu proglasi posljedicom nepoštenja.
Kenny Xu 2021. opisuje da se kritička rasna teorija nerijetko koristi kako bi se "začepilo usta" Azijcima u američkom društvu, pomoću "mita o socijalnom susjedstvu s bijelcima" (eng. "white adjacency"), te da ih se kao previše uspješne u "bijelom" društvu diskriminira primjerice kod upisa na fakultete.
Bill Barlow iznosi ocjenu da kritička rasna teorija zapravo sadrži opravdavanje uspostave novog rasizma, gdje se za korist grupa ranije izloženih rasizmu uspostavlja nova rasistička diskriminacija.